# Копылов, Мина Семёнович
Мина Семёнович Копылов (не ранее около 1880, Капуловка, Никопольский район — около не ранее 1918, Екатеринослав) — русский купец первой гильдии, гласный Городской думы, коммерции советник, благотворитель, рудопромышленник, магнат. Потомственный почётный гражданин Екатеринослава.

## Биография
Родился в середине XIX века, по одной из версий, в селе Капуловка (Екатеринославская губерния). Происходил из крестьянства. Получил высшее образование.
Отличался тягой к предпринимательской деятельности. Уже в начале 1880-х годов сумел собрать достаточное состояние, став одним из подрядчиков на строительстве Екатерининской железной дороги. В середине 1880-х годов его организации участвовали в строительстве Южно-Российского завода Брянского общества (ныне Днепровский металлургический завод). В эти же годы основал рудник в Криворожском железорудном бассейне, вскоре их количество возросло до десяти. На Криворожье арендовал у крестьян 8000 десятин земли, где его предприятия ежегодно добывали до 6 млн пудов железной руды. Имел угольные шахты в Донбассе.
В дальнейшем его основным источником доходов оставались строительство и оборудование предприятий, шахт, карьеров, поставки стройматериалов.
Помимо этого он активно инвестировал и в другие предприятия. В 1890-х годах открыл рудник «Жёлтая река», Нижнеднепровский силикатный завод, лесопильный завод и прочие предприятия. В его собственности находились торгово-промышленные предприятия — строительные, лесные, мельничные, угольные. Был собственником типографии «М. С. Копылов», основал популярную в Екатеринославе газету «Приднепровский край», которая печаталась в 1898—1917 годах.
Из недвижимости владел собственным имением. На рубеже 1880—1890-х годов, в самом начале пика строительства, купил часть участка Трифоновых, находившегося на углу Проспекта и Яковлевского сквера. Также ему принадлежал частный каток для катания на роликах, типография и редакция газеты «Приднепровский край». Все эти здания располагались на Екатерининском проспекте, на площади у Городского сада. В настоящее время на этом месте находится жилой дом по проспекту Дмитрия Яворницкого № 78.
Помимо предпринимательства занимался благотворительной и общественной деятельностью на благо города и его населения, в частности частично профинансировал строительство корпусов Екатеринославского горного училища. В 1911 году ему было присвоено высшее купеческое звание — коммерции советник. Когда корреспондент «Биржевых ведомостей» спросил Копылова о самом счастливом дне его жизни, он ответил следующее: «Мой самый счастливый день только что минул: это когда я получил коммерции советника и тем самым стал единственным в городе „генералом от коммерции“».
Занимал пост гласного Городской думы с 1893 по 1918 годы. Входил в состав Биржевого комитета, был директором детского приюта, председателем правления общества небогатых учеников Коммерческого училища и входил в его совет попечителей. Выделял большие деньги на благо города и его образовательных учреждений. На возведение здания Екатеринославского горного училища Копылов выделил 50 тысяч рублей.
В 1914 году продал все свои рудники в Кривбассе.
Был женат на землевладелице Евдокии Петровне Копыловой.
Помимо этого, выступил с инициативой открытия в Екатеринославе высших женских курсов, которые в 1918 году были реорганизованы в Екатеринославский университет (сейчас Днепровский национальный университет). 30 июля 1918 года на заседании Городской думы, на повестке дня которого было утверждение Устава Университета, Мине Копылову была объявлена благодарность.
Дальнейшая судьба неизвестна, большая часть информации о нём сохранилась благодаря историку Валентину Старостину. Упоминался в очерке В. Гиляровского «Железная лихорадка».
Умер в начале XX века в Екатеринославе.